# Gouvernorat d'Idlib

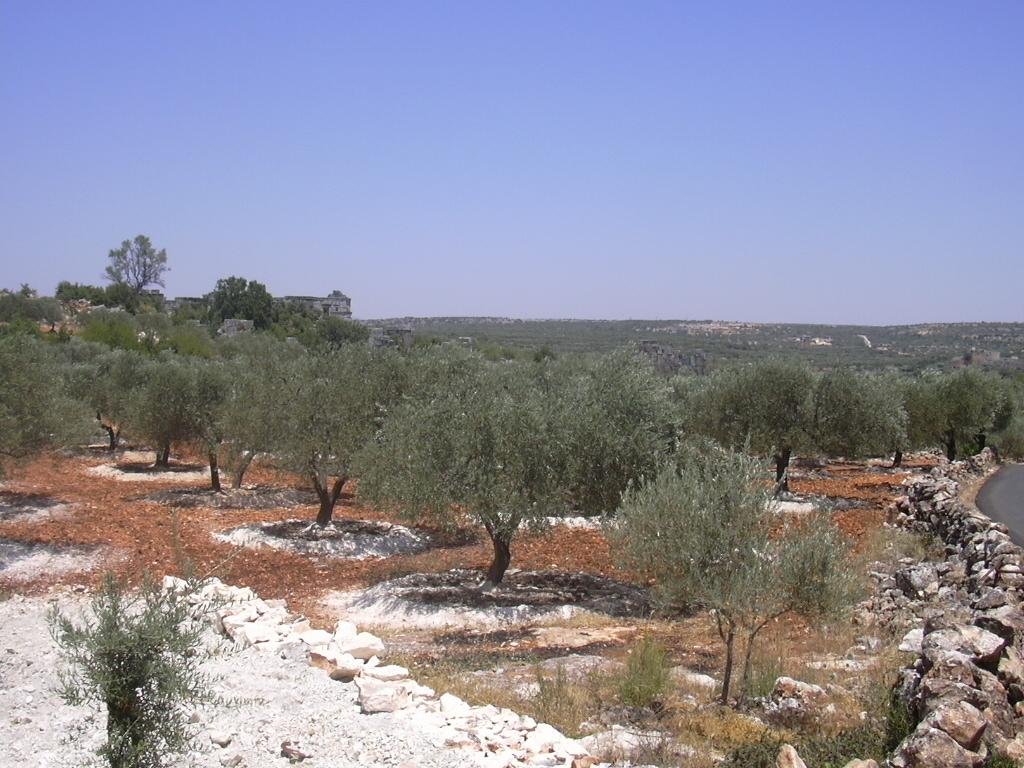
Oliveraie, près d'Idlib.

Le gouvernorat d'Idlib, Idleb ou Edleb est l'un des quatorze gouvernorats (ou provinces) de Syrie ; il a pour capitale la ville d'Idlib. Selon les sources, sa superficie est donnée entre 5 933 km2 et 6 097 km2. Il compte 2 927 392 habitants, dont 1 899 350 déplacés internes (estimation de 2022). Son gouverneur est Ahmad Issa al-Cheikh (ar), commandant de Suqour al-Cham pendant la guerre civile syrienne.
Il comprend notamment les villes d'Idlib et de Foua.

## Districts
Le gouvernorat est subdivisé en cinq districts :
- Ariha (en) (chef-lieu : Ariha)
- Harim (en) (chef-lieu : Harim)
- Idlib (en) (chef-lieu : Idlib)
- Jisr al-Choughour (en) (chef-lieu : Jisr al-Choughour)
- Maarat al-Nouman (en) (chef-lieu : Maarat al-Nouman)